# سورن کالتاخچیان
سورن تیگرانی کالتاخچیان (ارمنی: Սուրեն Ղալթախչյան؛ زادهٔ ۱۵ مارس ۱۹۱۸ - درگذشته ۵ نوامبر ۱۹۹۲) یک فیلسوف و هیئت علمی اهل ارمنستان بود.

## زندگی‌نامه
در ۱۵ مارس ۱۹۱۸ در آچاجور به دنیا آمد و از دانشگاه دولتی مسکو فارغ‌التحصیل شد. وی استاد دانشگاه دولتی مسکو بود. وی همچنین برنده نشان جنگ میهنی (درجه دو) و مدال دفاع از لنینگراد شده است. وی در ۵ نوامبر ۱۹۹۲ در سن ۷۴ سالگی در مسکو درگذشت و در آرامستان واگانکوفسکوی به خاک سپرده شد.